# 예우헨 셀레즈뇨우
예우헨 셀레즈뇨우(우크라이나어: Євген Олександрович СелезньовЯрмоленко, 1985년 7월 20일 ~)는 우크라이나의 축구 선수이다.